# Агітація (технологія)
Агітація (рос. агитация, англ. agitation, нім. Agitation f) — у збагаченні корисних копалин — підготовча обробка корисних копалин (особливо поліметалевих руд) у агітаційному (контактному) чані з дозованою подачею спеціальних реаґентів та аерацією пульпи для підвищення ефективності наступного збагачення флотацією або аґломерацією. 